# Zmiksowana Kally
Zmiksowana Kally (ang. Kally’s Mashup) – argentyńsko-meksykański serial obyczajowy o oryginalnie angielskim tytule, emitowany przez Nickelodeon od 23 października 2017, inspirowany życiem szwedzkiego producenta filmowego Adama Andersa. W Polsce serial ten emitowany był w polskojęzycznej wersji Nickelodeon od 21 września 2020.

## Produkcja i premiera
Serial zadebiutował po raz pierwszy na kanale Nickelodeon 23 października 2017 r..
Serial w 2020 r. liczył dwa sezony (razem 120 odcinków), chociaż na początku pierwszy sezon miał mieć tylko 60 odcinków, których całkowita ilość była podzielona na dwie części po 30 odcinków. Jednak dzięki jego sukcesowi w Ameryce Łacińskiej (16 mln widzów) pierwszy sezon został wydłużony do 75 odcinków. Produkcję trzeciego sezonu anulowano w związku z pandemią COVID-19.

## Film
W 2021 r. ViacomCBS International Studios zapowiedziało podczas wydarzenia Virtual NATPE Miami telewizyjny film z serii Zmiksowana Kally, zatytułowany Kally’s Mashup – The Birthday. 21 stycznia 2021 potwierdzono powstanie filmu pod roboczym tytułem Kally’s Birthday.

### Fabuła
Akcja zaczyna się w przeddzień urodzin Kally – jest to zazwyczaj data najbardziej zaskakująca widzów – gdy ich ulubiony pianista komponuje i publikuje nową piosenkę. Ta ekscytująca podróż całkowicie zmienia życie Kally. Oprócz poszerzania swoich horyzontów Kally poznaje nowych ludzi, w tym pięknego i sympatycznego muzyka o imieniu Storm. Potencjalnie oznacza to koniec Kally. Dante nie wypuści Kally tak łatwo. Z pomocą swoich przyjaciół i swojej siostry – spróbuje ją odzyskać. Kevin, Tina i Steffi dołożą wszelkich starań, aby ponownie zjednoczyć parę.